# Ирландский календарь
Ирла́ндский календа́рь — календарь, основанный на кельтском календаре, использовавшийся на территории Ирландии. В его основе лежат дни солнцестояния и равноденствия, принятые за центр сезонов, например, весеннее равноденствие считается серединой весны, а зимнее солнцестояние — серединой зимы. Дни, примерно равноудалённые от этих событий, считаются датами начала и конца соответствующего времени года, при этом сам год, помимо сезонов, делится на «тёмную» (зимнюю) половину, начинающуюся с Самайна, и «светлую» (летнюю) половину, начинающуюся с Белтайна.

## Именования

### Месяцы
- Ноябрь — Samhain или Mí na Samhna
- Декабрь — Nollaig
- Январь — Eanáir
- Февраль — Feabhra
- Март — Márta
- Апрель — Aibreán
- Май — Bealtaine
- Июнь — Meitheamh
- Июль — Iúil
- Август — Lúnasa
- Сентябрь — Meán Fómhair
- Октябрь — Deireadh Fómhair

### Дни недели (ирл.Laethanta na Seachtaine)
- Понедельник: An Luain или Dé Luain
- Вторник: An Mháirt или Dé Máirt
- Среда: An Chéadaoin или Dé Céadaoin
- Четверг: An Déardaoin или Déardaoin
- Пятница: An Aoine или Dé hAoine
- Суббота: An Satharn или Dé Sathairn
- Воскресенье: An Domhnach или Dé Domhnaigh

### Сезоны года (ирл.Ráithí na Bliana/Na Séasúir)
- Весна: An tEarrach — весеннее равноденствие: Lá Leathach an Earraigh
- Лето: An Samhradh — летнее солнцестояние: Grianstad an tSamhraidh
- Осень: An Fómhar — осеннее равноденствие: Lá Leathach an Fhómhair
- Зима: An Geimhreadh — зимнее солнцестояние: Grianstad an Gheimhridh